# 華西協合大學
華西協合大學（英語：West China Union University），係一所由美北浸禮會差會（美北浸禮會）、美以美會差會（美以美會）、英國公誼會差會（英國公誼會）以及美道會（加拿大衛理公會）於1910年建立於四川成都的私立大學。英格蘭教會的英國聖公會差會於1918年加盟成為正式成員。
1949年中共接管華西協合大學，隨後任教於該校的外教紛紛歸國。1950年，該校被改名爲「華西大學」。1953年，經中華人民共和國的院系調整，該校僅剩下醫科，並改名爲「四川醫學院」，今为四川大學華西醫學中心。
華西協合大學爲中國口腔醫學的發軔地。

## 歷史

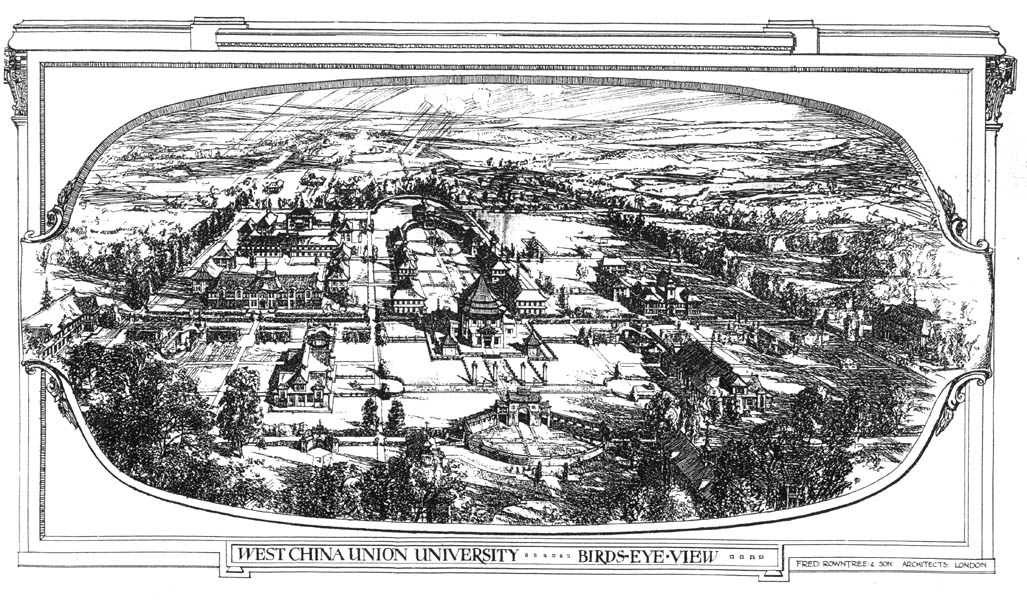
華西協合大學全景圖，由英國公誼會（通稱貴格會）建築師榮杜易設計。

1906年，西方傳教士在四川建立了華西教育聯盟（West China Educational Union, WCEU），旨在讓所有四川人改信基督教新教（參見四川基督教新教）。1910年，美、英、加三國四個教會組織的差會創建了華西協合大學。該校仿照牛津、劍橋模式，實行書院聯邦制。創立之初，華西協合大學僅有文、理、教育三科。1914年，該校以先前成立的存仁、仁濟醫院爲基礎，設立醫科。次年，增設宗教科。1917年，林則在成都開設了中國首家牙科診所，並在華西協合大學成立了牙醫科，使華西協合大學成爲了中國口腔醫學的發軔地。
1924年，華西協合大學開始招收女性學生。1927年，學校開始向中國教育部門申請備案。1933年，中華民國教育部同意了華西協合大學的備案要求，學校也隨之改名爲「私立華西協合大學」。
1930年代，華西協合大學的美國人類學家葛维汉（David Crockett Graham，1884年-1961年）對廣漢三星堆進行了首次發掘。
抗日戰爭爆發後，該校與遷來成都的齊魯大學、金陵大學、金陵女子文理學院、中央大學、燕京大學等校聯合辦學。爲躲避日軍對成都轟炸，該校一度遷往峨嵋山腳下。

### 中华人民共和国时期
1949年中共接管華西協合大學，隨後任教於該校的外教紛紛歸國。1951年10月5日更名為華西大學。1953年院系調整後更名為四川醫學院。

## 歷任校長

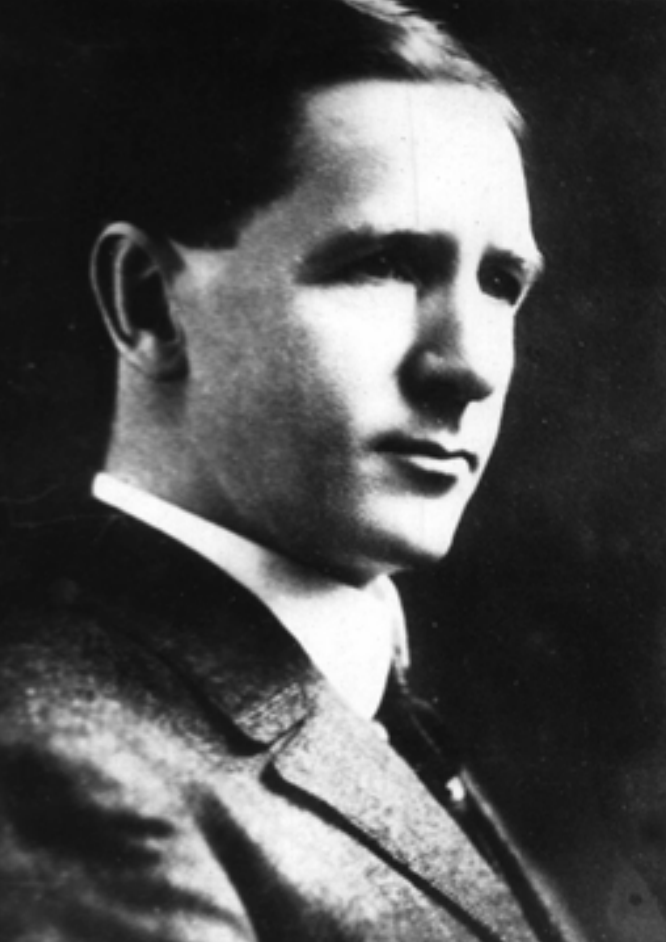
畢啟，華西協合大學創辦人兼首任校長

華西協合大學
1. 毕启（美國美以美會差會傳教士)[9]，1913-1930
2. 張凌高（重慶人，衛理公會教徒）[10]，1930-1932
3. 方叔軒（成都人，贵格会教徒），1932-1933
4. 張凌高，1933-1946
5. 方叔軒，1946-1951

華西大學
1. 刘承钊，1951-1953[11]

## 校園建築
華西協合大學的老建築群以華西鐘樓为代表，華西醫科大學和四川大學華西醫學中心的徽標中都包含該鐘樓的圖案。2006年，成都市人民南路實行風貌改造時，華西醫科大學的舊校門被拆除，取而代之的是仿照華西協合大學時期樣式的大門。2013年，原華西協合大學的建築群被中華人民共和國政府確定爲全國重點文物保護單位。

## 圖集

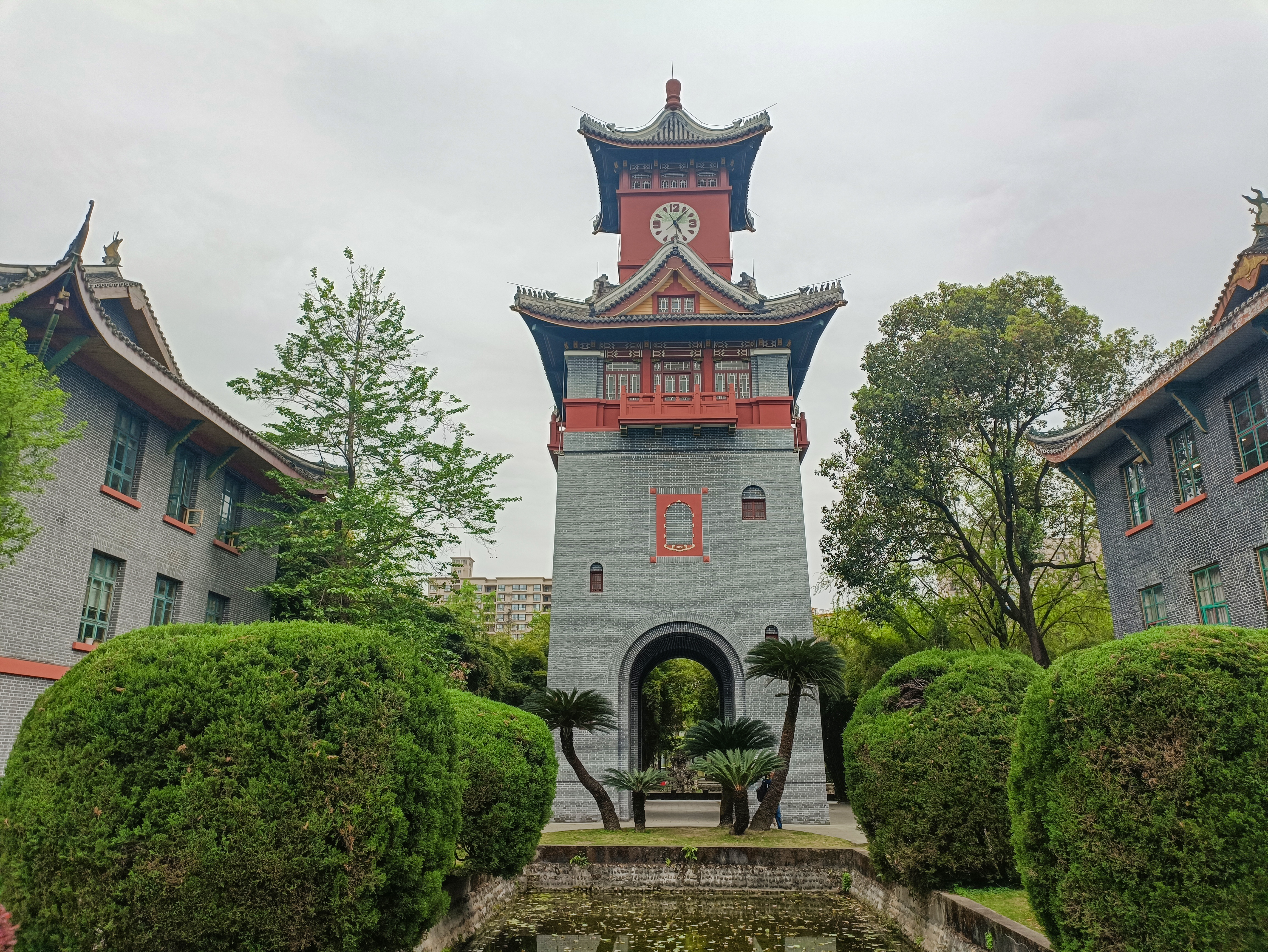
原華西協合大學的柯里斯鐘樓（Coles Memorial Clock Tower），現位於四川大學華西校區。
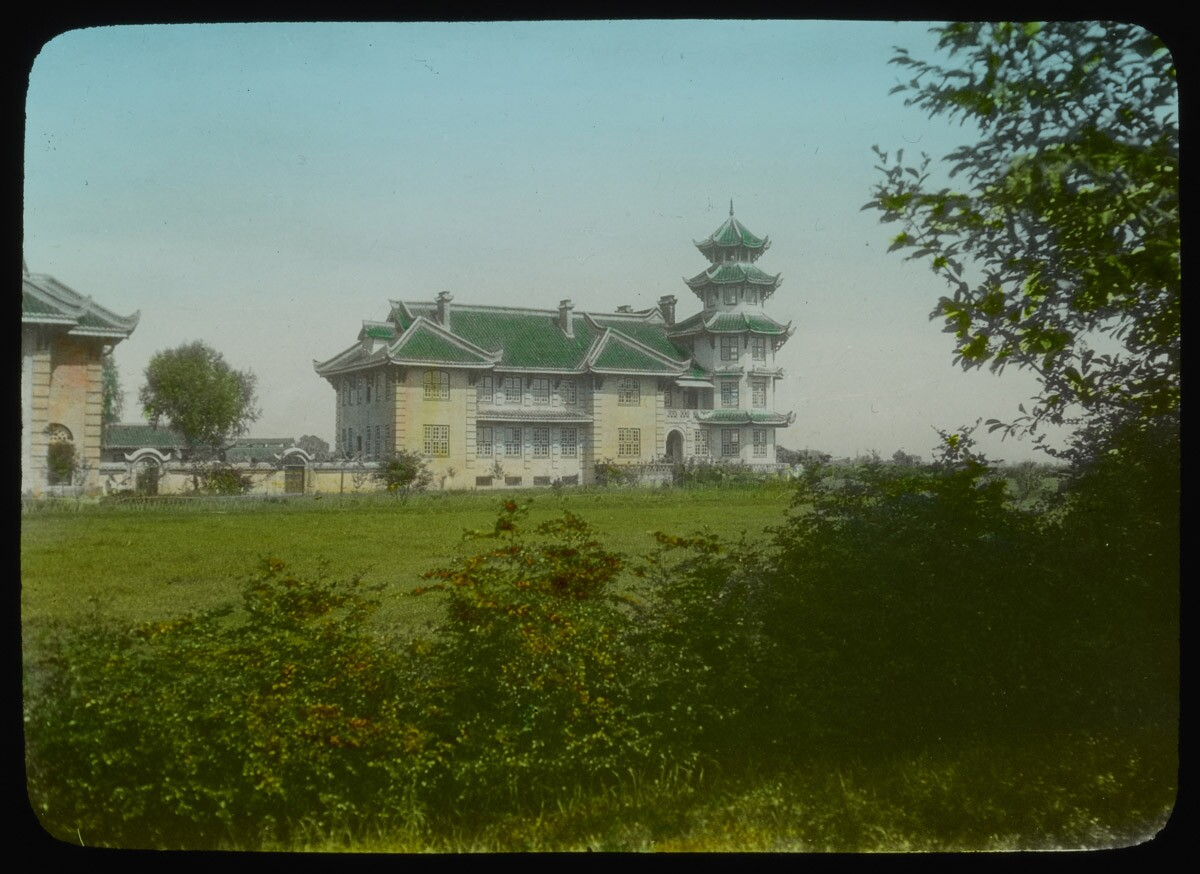
亞克門樓（Ackerman Building），第一個開工修建的華西協合大學樓。甘博攝於1917年。
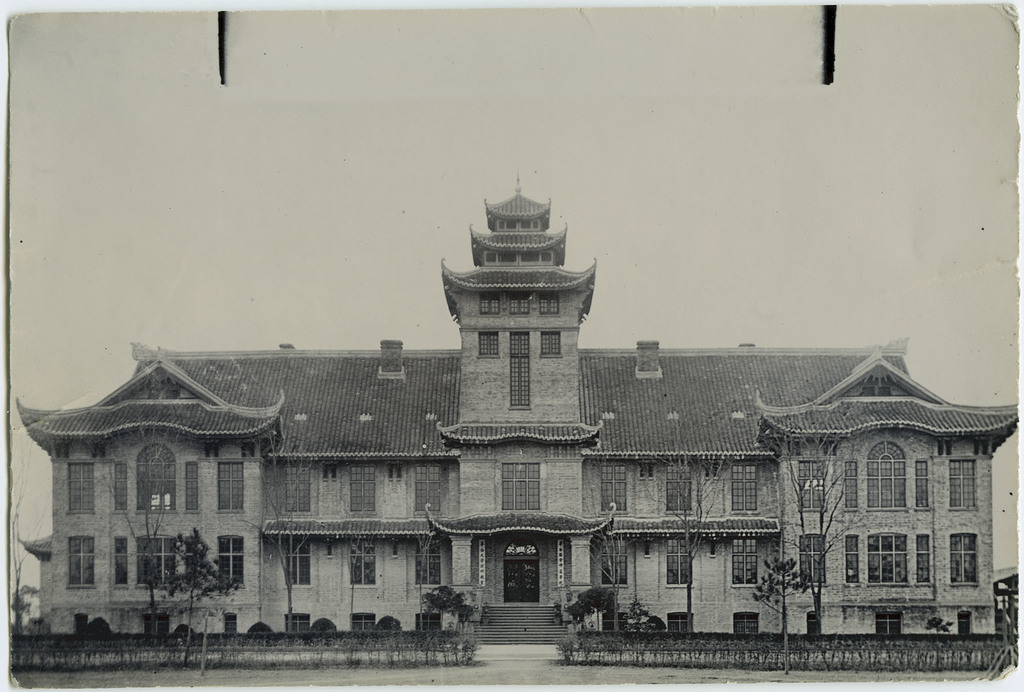
美道會赫斐院，又名合德堂（Hart Memorial College）
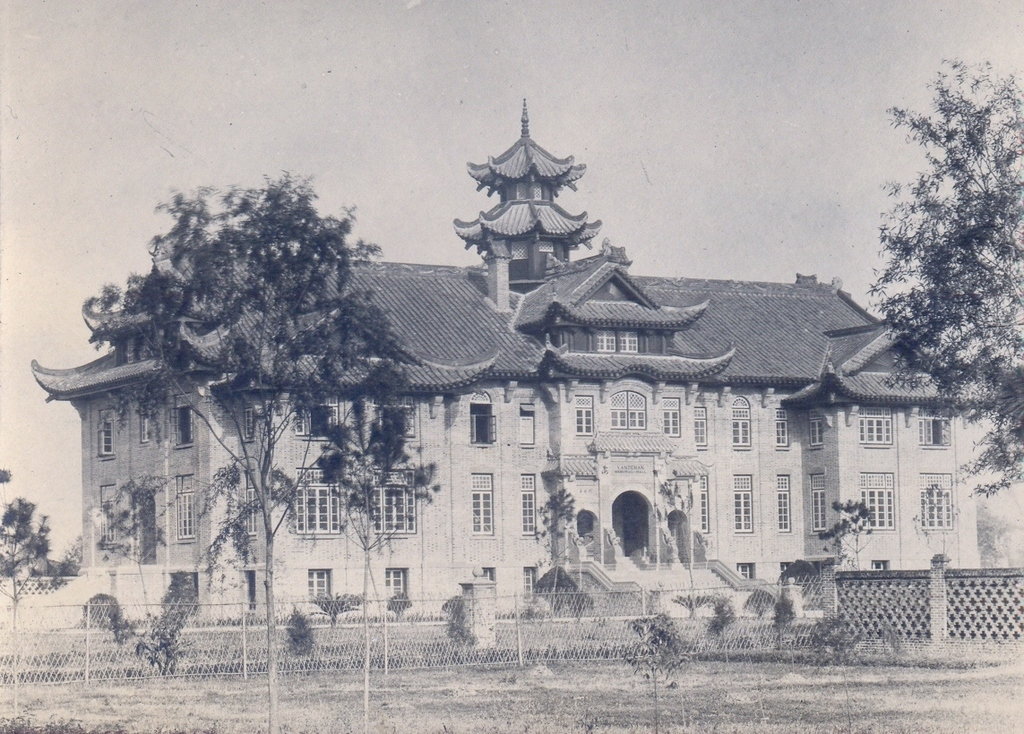
浸禮會萬德堂（Van Dernan Hall）
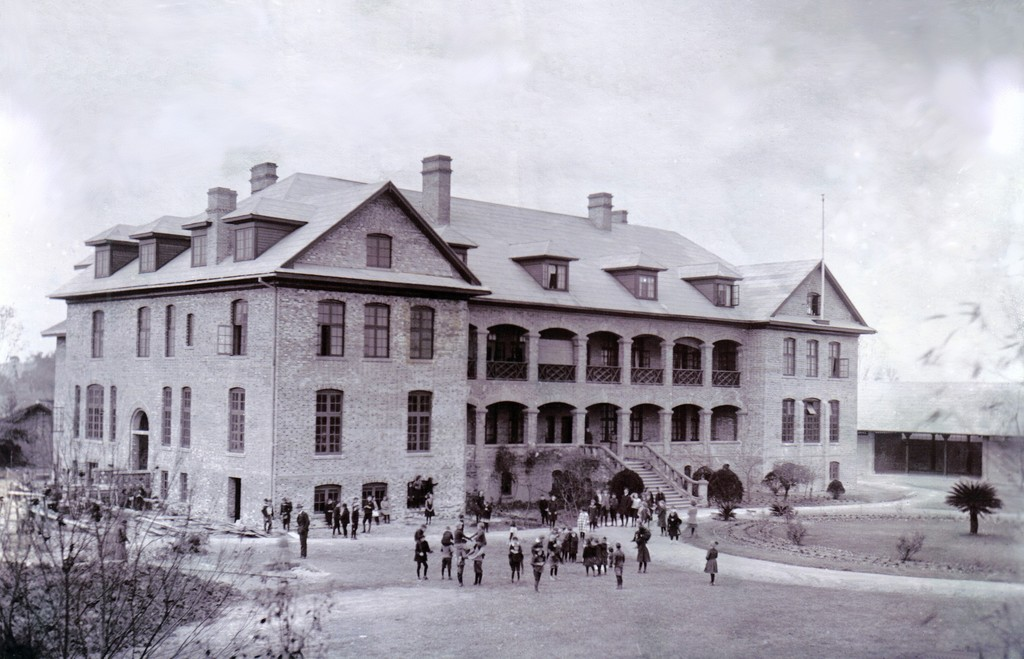
加拿大學校志德堂
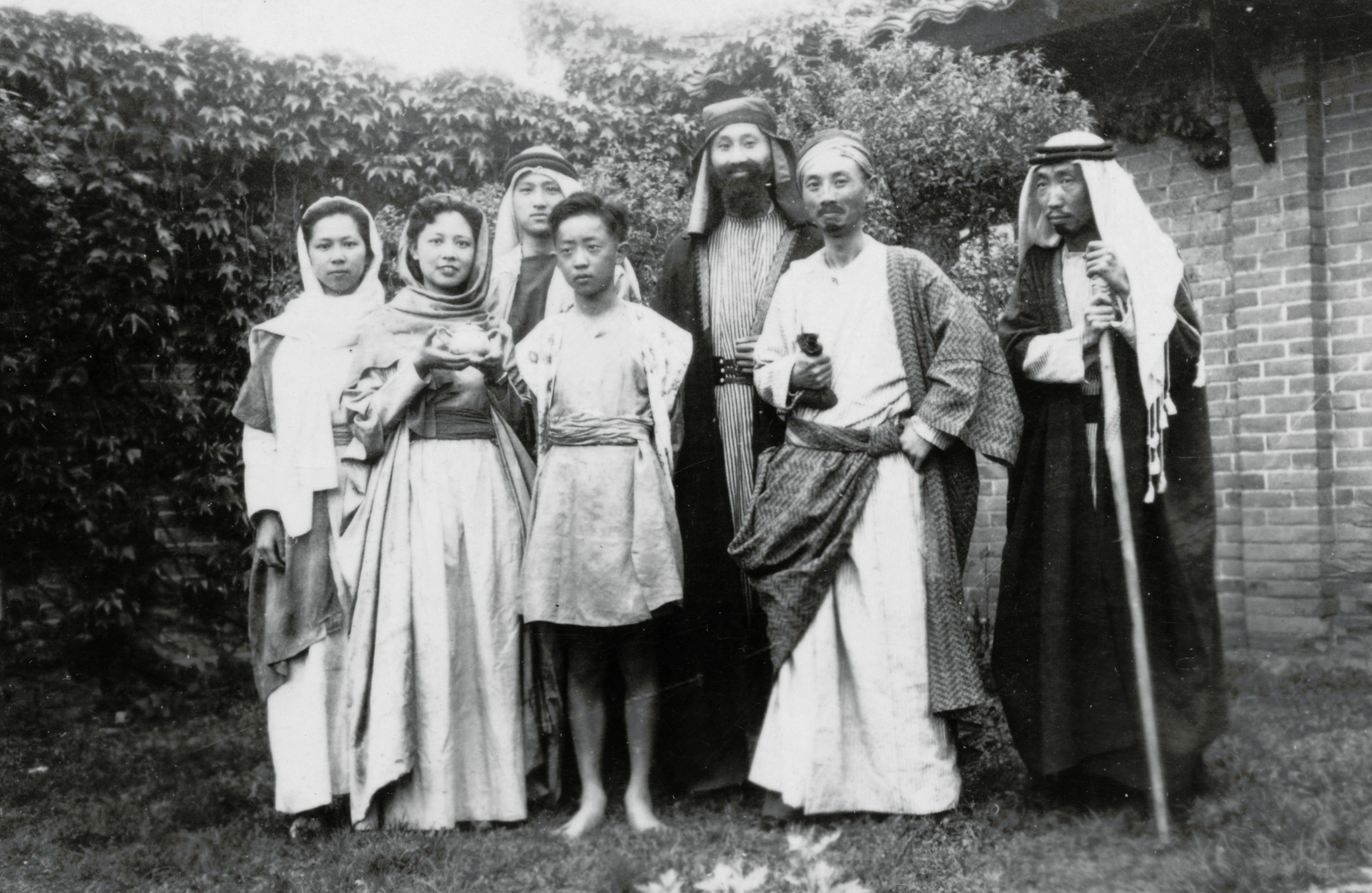
1941年聯合辦學時期推出的復活節表演，演員穿著聖經服飾（英语：Biblical clothing）

## 外部連結
- .   [2023-03-28]. （原始内容存档于2024-09-21） （中文（简体））.